# Basima Abdulrahman
Basima Abdulrahman (Irak, 1986) es una ingeniera kurda iraquí y fundadora de KESK (verde en kurdo), empresa iraquí especializada en arquitectura ecológica. En 2023, fue incluida en la lista 100 Mujeres de la BBC.

## Trayectoria
De ascendencia turca y kurda, su familia se trasladó de la región sur de Turquía a Bagdad, y más tarde, debido al conflicto en Irak, se estableció en la región del Kurdistán, al norte del país. Durante su infancia, aunque recibió el estímulo familiar para estudiar medicina, mostró un mayor interés por las matemáticas y la física. Se licenció en ingeniería civil por la Universidad de Duhok. En 2011, fue seleccionada para una beca Fulbright que le permitió cursar un máster en ingeniería estructural y civil en la Universidad de Auburn, en Estados Unidos, donde se graduó en 2014.
En 2015 regresó a Irak y trabajó como ingeniera estructural para la Organización de las Naciones Unidas (ONU). Al año siguiente, en 2016, regresó a Estados Unidos para completar un programa del Consejo de la Construcción Ecológica de Estados Unidos, obteniendo la acreditación como profesional en sostenibilidad para el diseño, la construcción y la operación de edificios.
Fundó KESK Green Building Consulting en 2017, la primera empresa en Irak centrada en la arquitectura sostenible. La compañía combina técnicas de construcción modernas y ecológicas con métodos tradicionales, como la edificación de viviendas en forma de cúpula utilizando ladrillos de arcilla. Además, promueve el uso de energías alternativas, especialmente la energía solar, como respuesta a la inestabilidad del suministro eléctrico en el país. Uno de los objetivos de la empresa es contribuir a la reconstrucción de Irak tras la guerra contra el Estado Islámico iniciada en 2014.
Además de su labor empresarial, Abdulrahman ha trabajado como consultora nacional y gestora de proyectos para la Organización de las Naciones Unidas para la Alimentación y la Agricultura (FAO). También ha participado en iniciativas del Foro Económico Mundial, como el Global Shapers Erbil Hub, en calidad de vicecomisaria, y fue miembro de la junta del Foro Económico Mundial entre 2019 y 2022.

## Reconocimientos
En 2021, Basima Abdulrahman fue una de las ocho emprendedoras ganadoras del Premio Cartier a la Iniciativa de Mujeres, un reconocimiento internacional que destaca a mujeres líderes con proyectos empresariales de impacto social y ambiental. Representó a la región de Oriente Medio y el Norte de África En 2023, su trayectoria fue también reconocida al ser incluida en la lista 100 Mujeres de la BBC, que cada año destaca a figuras femeninas influyentes de todo el mundo por su papel en la transformación de la sociedad en el siglo XXI.